# Lista siturilor arheologice din județul Constanța - B
Lista siturilor arheologice din județul Constanța - B conține toate siturile arheologice din județul Constanța înscrise în Repertoriul Arheologic Național (RAN) și aflate în localități al căror nume începe cu litera B. RAN este administrat de Ministerul Culturii și Patrimoniului Național și cuprinde date științifice, cartografice, topografice, imagini și planuri, precum și orice alte informații privitoare la zonele cu potențial arheologic, studiate sau nu, încă existente sau dispărute.
Puteți căuta un sit din localitățile care încep cu litera B folosind formularul de mai jos sau puteți naviga prin toate siturile din județ la Lista siturilor arheologice din județul Constanța.
| Cod RAN                                  | Denumire | Localitate                    | Adresă               | Datare                          | Descoperit | Coordonate                                    | Imagine           | Erori            |
| ---------------------------------------- | --- | ----------------------------- | -------------------- | ------------------------------- | ---------- | --------------------------------------------- | ----------------- | ---------------- |
| 62379.01.01 (Cod LMI: CT-I-s-A-02585)    | Ansamblul rupestru de la Basarabi - "Dealul Tibișir" / ansamblu anonim (Categorie: neprecizată) (Tip: Ansamblu rupestru)   | oraș Basarabi                 | Dealul Tibișir       | sec. X-XI                       |            | 44°09′57″N 28°24′18″E / 44.16593°N 28.40492°E | Încărcați imagine | Raportați eroare |
| 62379.01.02 (Cod LMI: CT-I-s-A-02585)    | Ansamblul rupestru de la Basarabi - "Dealul Tibișir" / ansamblu anonim (Categorie: neprecizată) (Tip: Biserică)            | oraș Basarabi                 | Dealul Tibișir       | sec. X-XI                       |            | 44°09′57″N 28°24′18″E / 44.16593°N 28.40492°E | Încărcați imagine | Raportați eroare |
| 62379.01.03 (Cod LMI: CT-I-s-A-02585)    | Ansamblul rupestru de la Basarabi - "Dealul Tibișir" / ansamblu anonim (Categorie: neprecizată) (Tip: Grup de morminte)    | oraș Basarabi                 | Dealul Tibișir       | sec. X-XI                       |            | 44°09′57″N 28°24′18″E / 44.16593°N 28.40492°E | Încărcați imagine | Raportați eroare |
| 62379.01.04 (Cod LMI: CT-I-s-A-02585)    | Ansamblul rupestru de la Basarabi - "Dealul Tibișir" / ansamblu anonim (Categorie: neprecizată) (Tip: Încăpere)            | oraș Basarabi                 | Dealul Tibișir       | sec. X-XI                       |            | 44°09′57″N 28°24′18″E / 44.16593°N 28.40492°E | Încărcați imagine | Raportați eroare |
| 62379.01.05 (Cod LMI: CT-I-s-A-02585)    | Ansamblul rupestru de la Basarabi - "Dealul Tibișir" / ansamblu anonim (Categorie: neprecizată) (Tip: Galerie)             | oraș Basarabi                 | Dealul Tibișir       | sec. X-XI                       |            | 44°09′57″N 28°24′18″E / 44.16593°N 28.40492°E | Încărcați imagine | Raportați eroare |
| 61577.01.01 (Cod LMI: CT-I-s-B-02588)    | Așezarea rurală romană de la Băltăgești / ansamblu anonim (Categorie: locuire civilă) (Tip: Așezare rurală)                | sat Băltăgești, comuna Crucea |                      | sec. II-III                     |            |                                               | Încărcați imagine | Raportați eroare |
| 61577.02.01 (Cod LMI: CT-I-s-B-02589)    | Necropola Latene de la Băltăgești / ansamblu anonim (Categorie: descoperire funerară) (Tip: Necropolă)                     | sat Băltăgești, comuna Crucea |                      | sec. IV-III a. Chr.             |            |                                               | Încărcați imagine | Raportați eroare |
| 61078.01.01 (Cod LMI: CT-I-s-B-02590)    | Așezarea rurală romană de la Băneasa / ansamblu anonim (Categorie: locuire civilă) (Tip: Așezare rurală)                   | oraș Băneasa                  |                      | sec. II - III                   |            |                                               | Încărcați imagine | Raportați eroare |
| 61078.02.01 (Cod LMI: CT-I-s-B-02591)    | Necropola Latene de la Băneasa / ansamblu anonim (Categorie: descoperire funerară) (Tip: Necropolă)                        | oraș Băneasa                  |                      | sec. IV - III a.Chr.            |            |                                               | Încărcați imagine | Raportați eroare |
| 61078.03.01 (Cod LMI: CT-I-s-A-02592)    | Tumulii de la Băneasa / ansamblu anonim (Categorie: descoperire funerară) (Tip: Grup de tumuli)                            | oraș Băneasa                  |                      | sec. I - III                    |            | 44°04′54″N 27°41′49″E / 44.08154°N 27.69691°E | Încărcați imagine | Raportați eroare |
| 62565.01.01 (Cod LMI: CT-I-s-A-02593)    | Necropola Latene de la Bugeac - "Ghețărie" / ansamblu anonim (Categorie: descoperire funerară) (Tip: Necropolă)            | sat Bugeac, comuna Ostrov     | Ghețărie             | geto-dacică sec. V - IV a. Chr. |            | 44°05′29″N 27°25′27″E / 44.0913°N 27.4242°E   | Încărcați imagine | Raportați eroare |
| 62565.02.01 (Cod LMI: CT-I-s-B-02594)    | Necropola Latene de la Bugeac - "Canara" / ansamblu anonim (Categorie: descoperire funerară) (Tip: Necropolă)              | sat Bugeac, comuna Ostrov     | Canara               | geto-dacică sec. VI - V a. Chr. |            |                                               | Încărcați imagine | Raportați eroare |
| 62565.03.01 (Cod LMI: CT-I-s-B-02595)    | Necropola Latene de la Bugeac / ansamblu anonim (Categorie: descoperire funerară) (Tip: Necropolă)                         | sat Bugeac, comuna Ostrov     |                      | geto-dacică sec. IV a. Chr.     |            |                                               | Încărcați imagine | Raportați eroare |
| 62565.04.01 (Cod LMI: CT-I-s-A-02596)    | Tumuli de la Bugeac / ansamblu anonim (Categorie: descoperire funerară) (Tip: Grup de tumuli)                              | sat Bugeac, comuna Ostrov     |                      |                                 |            | 44°06′21″N 27°25′39″E / 44.10591°N 27.4276°E  | Încărcați imagine | Raportați eroare |
| 62565.05.01 (Cod LMI: CT-I-s-B-02597)    | Așezarea romană de la Bugeac - "Ceairul lui Marinciu" / ansamblu anonim (Categorie: locuire civilă) (Tip: Așezare)         | sat Bugeac, comuna Ostrov     | Ceairul lui Marinciu | sec. I - III                    |            |                                               | Încărcați imagine | Raportați eroare |
| 62379.03.01 (Cod LMI: CT-I-m-B-02586)    | Turnul de piatră de la Basarabi-Murfatlar / ansamblu anonim (Categorie: fortificație) (Tip: Turn de piatră)                | oraș Basarabi                 |                      |                                 |            |                                               | Încărcați imagine | Raportați eroare |
| 62379.02.01 (Cod LMI: CT-I-s-A-02587)    | Castrul roman de la Basarabi-Murfatlar / ansamblu Castrul de apărare a Valului (Categorie: locuire militară) (Tip: Castru) | oraș Basarabi                 |                      |                                 |            | 44°10′23″N 28°24′42″E / 44.173°N 28.4116°E    | Încărcați imagine | Raportați eroare |
| 61577.03.01                              | Așezarea Latene de la Băltăgești / ansamblu anonim (Categorie: așezare) (Tip: Așezare)                                     | sat Băltăgești, comuna Crucea |                      |                                 |            |                                               | Încărcați imagine | Raportați eroare |
| 62379.04.01                              | Așezarea de la Basarabi / ansamblu anonim (Categorie: așezare) (Tip: Așezare)                                              | oraș Basarabi                 |                      |                                 |            |                                               | Încărcați imagine | Raportați eroare |
| 62379.05.01                              | Așezarea de la Basarabi - IAS Murfatlar / ansamblu anonim (Categorie: așezare) (Tip: Așezare)                              | oraș Basarabi                 |                      |                                 |            |                                               | Încărcați imagine | Raportați eroare |
| 61648.01.01                              | Situl de la Bărăganu - Valea Seacă / ansamblu anonim (Categorie: descoperiri izolate de artefacte) (Tip: neprecizat)       | sat Bărăganu, comuna Bărăganu | Valea Seacă          | romană                          |            |                                               | Încărcați imagine | Raportați eroare |
| 62565.06.02                              | Așezarea minieră de la Bugeac- Valea Cheșerul Mare / ansamblu anonim (Categorie: carieră/mine) (Tip: așezare minieră)      | sat Bugeac, comuna Ostrov     | Valea Cheșerul Mare  | Dridu                           |            |                                               | Încărcați imagine | Raportați eroare |
| 62565.06.01                              | Așezarea minieră de la Bugeac- Valea Cheșerul Mare / ansamblu anonim (Categorie: carieră/mine) (Tip: Chilii)               | sat Bugeac, comuna Ostrov     | Valea Cheșerul Mare  | Dridu                           |            |                                               | Încărcați imagine | Raportați eroare |
| 62379.06.01 (Cod LMI: CT-I-m-A-02559.06) | Valul de piatră de la Basarabi / ansamblu anonim (Categorie: construcție) (Tip: Val)                                       | oraș Basarabi                 |                      | sec. X                          |            |                                               | Încărcați imagine | Raportați eroare |
| 62565.07                                 | Așezarea hallstattiană de la Bugeac (Categorie: locuire) (Tip: așezare)                                                    | sat Bugeac, comuna Ostrov     |                      |                                 |            |                                               | Încărcați imagine | Raportați eroare |
| 62565.08.01                              | Fortificația de epocă romană de la Bugeac / ansamblu anonim (Categorie: fortificație) (Tip: Fortificație)                  | sat Bugeac, comuna Ostrov     |                      |                                 |            |                                               | Încărcați imagine | Raportați eroare |